# Кристополье
Кристополье (бел. Крыстаполле) — посёлок в Болотнянском сельсовете Рогачёвского района Гомельской области Беларуси.
Граничит с лесом.

## География

### Расположение
В 40 км на северо-восток от районного центра и железнодорожной станции Рогачёв (на линии Могилёв — Жлобин), 101 км от Гомеля.

### Гидрография
На западе мелиоративный канал.

## Транспортная сеть
Транспортные связи по автодороге Довск — Славгород). Планировка состоит из короткой прямолинейной улицы Журавичской, ориентированной с юго-востока на северо-запад, к которой на юге присоединяется односторонняя застройка вдоль автодороги. Жилые дома деревянные, усадебного типа.

## История
Согласно письменным источникам известен с XIX века как селение в Довской волости Рогачёвского уезда Могилёвской губернии. Помещик Радченко в 1865 году владел здесь 230 десятинами земли. Радченко Альвиан Федорович, поручик, православный, получил Кристинополье по наследству в 1865 г.  Во втором фольварке в 1840 году было 478 десятин земли и трактир. Рядом находились почтовая станция, католическая часовня. После отмены крепостного права К.Р. Радченко продал землю крестьянам. Сохранилось "Дело о выкупе земельных наделов временнообязанными крестьянами К.Р. Радченко селения Кристинополье (Шейки) Рогачевского уезда Могилевской губернии" ( 1862 - 1891 гг). (РГИА, Ф 577). С 1907 года почтовое отделение начало принимать телеграммы. В 1930 году жители вступили в колхоз. Во время Великой Отечественной войны 10 жителей погибли на фронте. Согласно переписи 1959 года в составе колхоза имени В. И. Ленина (центр — деревня Болотня). В годы СССР имелась начальная школа. После аварии на ЧАЭС посёлок подвергся радиоактивному загрязнению и онтесён к зоне с периодическим радиационным контролем.

## Население

### Численность
- 2004 год — 19 хозяйств, 33 жителя.

### Динамика
- 1858 год — 15 дворов, 71 житель.
- 1959 год — 184 жителя (согласно переписи).
- 2004 год — 19 хозяйств, 33 жителя.